# مالکو خوتا
مالکو خوتا نام یک معدن نقره در بولیوی (جنوب‌ شرقی لاپاز) است. مالکو خوتا بزرگترین معدن بولیوی و جهان می باشد. این معدن ۳۷۰٫۳ میلیون اونس نقره در خود ذخیره کرده است.